# Bernhard Grund

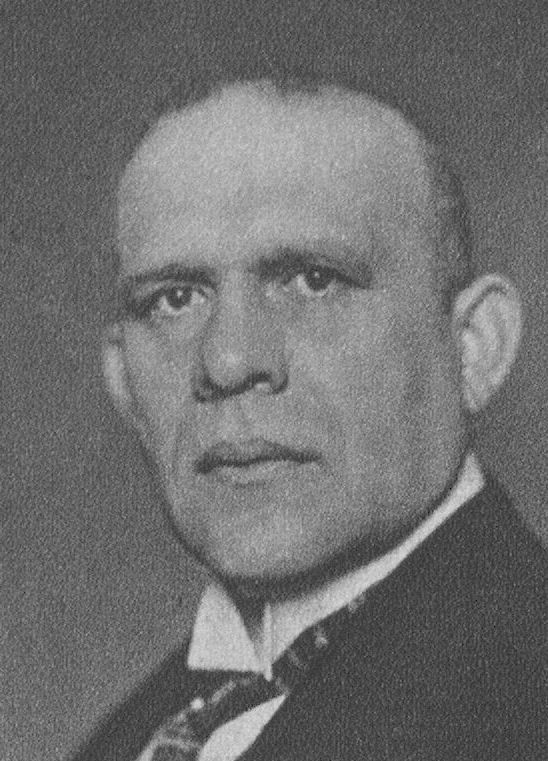
Bernhard Grund, um 1924

Friedrich Wilhelm Bernhard Grund (* 25. November 1872 in Breslau; † 21. Oktober 1950 in Königs Wusterhausen) war ein deutscher Jurist, Unternehmer und DDP-Politiker. 

## Leben
Grund wurde als Sohn eines Fabrikanten geboren. Nach dem Abitur begann er an der Rheinischen Friedrich-Wilhelms-Universität Rechts- und Staatswissenschaften zu studieren. 1892 wurde er im Corps Palatia Bonn recipiert. Als Inaktiver wechselte er an die heimatliche Universität Breslau. Er bestand beide Staatsexamen und wurde zum Dr. iur. promoviert. Er war ab 1904 Regierungsassessor, unternahm anschließend eine Studienreise und arbeitete ab 1905 in der familieneigenen Drogen- und Chemikaliengroßhandlung Goldener Becher in Breslau. 1907 wurde er Mitinhaber des Unternehmens, das er bis 1945 leitete.
Grund war ab 1920 Präsident der IHK Breslau. Während der Zeit der Weimarer Republik gehörte er dem Vorläufigen Reichswirtschaftsrat an und fungierte von 1931 bis 1933 als Präsident des Deutschen Industrie- und Handelstages. Ebenso war er Mitglied des Verwaltungsrats der Deutschen Reichsbahn-Gesellschaft. Er förderte den Ausbau der Technischen Hochschule Breslau. Die Schlesische Friedrich-Wilhelms-Universität verlieh ihm den Titel Ehrensenator.

## Abgeordneter
Grund war ab 1911 Mitglied des Breslauer Magistrates und 1913–1918 Mitglied des Preußischen Abgeordnetenhauses. Er gehörte 1919–1921 der Verfassunggebenden Preußischen Landesversammlung an. Anschließend war er bis zu seiner Mandatsniederlegung am 22. Oktober 1924 Mitglied des Preußischen Landtags.